# Token (rapero)
Benjamin David Goldberg también conocido por su nombre artístico Token, es un rapero y DJ estadounidense conocido a partir de su canción y video musical viral No Suckah MCs y por superar una discapacidad del lenguaje con el uso de la escritura, la poesía y el hip-hop.

## Biografía
Nacido y criado en el estado de Massachusetts, creció en la ciudad de Salem con sus padres y una hermana mayor.  Desde muy joven, tenía una discapacidad de aprendizaje en la que los médicos y analistas les dijeron a sus padres que nunca podría procesar el lenguaje y las palabras largas. Según los médicos, su cerebro no tiene la capacidad de procesar palabras como las personas normales. Pasó de terapeuta a terapeuta y les habló sobre el tema.
Decidió trabajar incansablemente en sus habilidades de escritura y aprender a dominar el idioma inglés, lo que resultó en llevar un diario. La actividad de escribir en su diario condujo al descubrimiento de la poesía, que finalmente lo llevó al arte del rap.
El arte del hip hop se volvió terapéutico. A la edad de diez años comenzó a grabarse sobre los ritmos que había construido en GarageBand. Esto se convirtió en parte de su autoterapia para sus inexplicables erupciones violentas en la escuela y en el hogar. Cuando un amigo encontró las canciones en la computadora de Token, sugirió que Token las publicara a través deYoutube.
Después de la sugerencia de su amigo, decidió publicar algunas canciones en Twitter usando el apodo BDG. Lanzó una canción de él rapeando sobre el ritmo de "Drop the World" de Lil Wayne con Eminem. Los comentarios positivos lo llevaron a descubrir su don para el mundo y a tomar la decisión de hacerlo por el resto de su vida. Sin embargo, también recibió comentarios negativos de sus compañeros de escuela que habían encontrado la canción en Internet.

## Carrera musical
Alrededor de 2013 Token lanzó videos en YouTube como parte de una forma de comercializar su música. Su madre lo ayudó a construir un estudio de grabación improvisado en su departamento, asegurando el permiso de su arrendador para agregar una pared para crear una habitación fuera de la cocina. Cuando Glass lo encontró, ya tenía una base de seguidores en línea saludable.

### MCs No Suckahs
En octubre de 2015, Token lanzó un video como parte de un concurso para MCs No Suckahs. Después de escribir las canciones en aproximadamente un día, decidió hacer un video para el concurso usando la canción que había escrito. En el video subido a Youtube se puede ver a Token caminando por el barrio Marblehead mientras rapea frente a la cámara. El video obtuvo rápidamente 115.000 visitas después de aproximadamente una hora.
En enero de 2016, lanzó la continuación de ese vídeo, llamado Still No Sucka MC's que a la fecha de mayo de 2020 tiene 1.8 millones de visitas en Youtube.

### Colaboración con Tech N9ne
El 1 de febrero de 2019 Token sube a su canal un videoclip que cuenta con la colaboración del rapero Tech N9ne. El contenido de la canción gira en torno a la crítica hacía las "líricas vacías" que actualmente abundan en el hip-hop. También se crítica el estilo de "rapeo rápido" pero sin contenido y se cita como ejemplo al rapero Logic con quién Tech no tiene muy buena relación.

## Eraser Shavings (2016)
Eraser Shavings es el nombre del tercer mixtape de Token lanzado de forma gratuita en su sitio web, además de estar disponible para su compra en plataformas como iTunes, Spotify o Tidal. Este fue álbum publicado el 23 de septiembre de 2016 por Token bajo su propio sello discográfico, Token LLC.

Todas las canciones escritas y compuestas por Token. 
| N.º     | Título                          | Duración |  |
| 1.      | «Self Taught»                   | 3:40     |  |
| 2.      | «Happiness»                     | 3:31     |  |
| 3.      | «Necessary Evil»                | 4:16     |  |
| 4.      | «Method»                        | 3:48     |  |
| 5.      | «Exception [Explicit]»          | 4:05     |  |
| 6.      | «Waist Down (Extended Version)» | 4:36     |  |
| 7.      | «Stop Hitting Me»               | 4:29     |  |
| 8.      | «Mommas Favorite Chair»         | 2:41     |  |
| 9.      | «Shyea»                         | 3:17     |  |
| 10.     | «Real Man»                      | 5:05     |  |
| 11.     | «#BadMemory»                    | 3:40     |  |
| 12.     | «Just a Couple More Words»      | 3:56     |  |
| 13.     | «Shavings»                      | 4:05     |  |
| 14.     | «Perfect»                       | 5:03     |  |
| 15.     | «Mass Reform»                   | 3:48     |  |
| 16.     | «Lost»                          | 4:06     |  |
| 17.     | «Self Made»                     | 3:15     |  |
| 1:07:19 |                                 |          |  |

### Between Somewhere (2018)
Between Somewhere es el cuarto proyecto completo de Token, que sigue a su mixtape de 2016, Eraser Shavings. El proyecto se insinuó por primera vez en su video musical para la canción Flamingo, con el video que termina con un misterioso mensaje que dice "llegará pronto". El álbum finalmente fue lanzado el 7 de diciembre de 2018 luego de varios atrasos.

Todas las canciones escritas y compuestas por Token. 
| N.º   | Título                         | Duración |  |
| 1.    | «Somewhere In Between»         | 4:36     |  |
| 2.    | «Household Name»               | 3:19     |  |
| 3.    | «Rich For You»                 | 4:00     |  |
| 4.    | «Flamingo»                     | 3:52     |  |
| 5.    | «Well»                         | 3:03     |  |
| 6.    | «Mom Would Agree»              | 2:48     |  |
| 7.    | «7th Day»                      | 4:04     |  |
| 8.    | «And You»                      | 3:16     |  |
| 9.    | «Same Difference»              | 4:55     |  |
| 10.   | «Treehouse»                    | 3:06     |  |
| 11.   | «FBI»                          | 2:56     |  |
| 12.   | «Suitcase and a Passport»      | 3:08     |  |
| 13.   | «Flamingo Video Shoot»         | 3:50     |  |
| 14.   | «No Service»                   | 3:53     |  |
| 15.   | «Mail (Outro)»                 | 3:03     |  |
| 16.   | «Youtube Rapper (Bonus Track)» | 3:55     |  |
| 17.   | «Goodbye!! (Bonus Track)»      | 2:16     |  |
| 59:52 |                                |          |  |